# باتورج-ئین باسانجاب
باتورج-ئین باسانجاب (انگلیسی: Batdorj-in Baasanjab؛ زادهٔ ۱۹۵۴ میلادی) یک هنرپیشه اهل مغولستان است.
وی یکی از نوادگان و بازماندگان جغتای و چنگیز خان است.
از فیلم‌ها یا مجموعه‌های تلویزیونی که وی در آن‌ها نقش داشته‌است می‌توان به مغول،  صخره سرخ و چنگیزخان اشاره نمود.